# Saint-Savin (Pireneje Wysokie)
Saint-Savin – miejscowość i gmina we Francji, w regionie Oksytania, w departamencie Pireneje Wysokie.
Według danych na rok 1990 gminę zamieszkiwało 331 osób, a gęstość zaludnienia wynosiła 86 osób/km² (wśród 3020 gmin regionu Midi-Pireneje Saint-Savin plasuje się na 736. miejscu pod względem liczby ludności, natomiast pod względem powierzchni na miejscu 1583.).